# Вершинин, Константин Андреевич
Константи́н Андре́евич Верши́нин (21 мая [3 июня] 1900, Боркино, Вятская губерния — 30 декабря 1973, Москва) — советский военачальник, Главнокомандующий Военно-воздушными силами СССР (март 1946 — сентябрь 1949, январь 1957 — март 1969), Главный маршал авиации (1959), Герой Советского Союза (1944). Член ЦК КПСС (1961—1971). Депутат Верховного Совета СССР II (1946—1950), IV—VII (с 1954) созывов.

## Биография
Происходит из древнего вятского рода Вершининых. Родился в деревне Боркино Яранского уезда (ныне — в Санчурском районе Кировской области). Русский. Из семьи плотника, сам с ранней юности работал лесорубом.
Окончил церковно-приходскую школу. Несколько лет, начиная с 1915 года, в качестве сезонного рабочего в составе бригады из Вятской губернии плотничал в Звениговском затоне.
В Рабоче-крестьянской Красной армии с июня 1919 года. Окончил Симбирские пехотные командные курсы (1920), Высшую тактическо-стрелковую школу командного состава РККА им. Коминтерна «Выстрел» (1923), Военно-воздушную академию РККА имени проф. Н. Е. Жуковского (1932).

### Гражданская война
Участник Гражданской войны. Первая должность в РККА — красноармеец Симбирского пехотного запасного полка, в его составе участвовал в подавлении крестьянского восстания в Воронежской губернии. После окончания курсов (1920) — командир стрелковой роты в маршевом пехотном полку в городе Дорогобуж Смоленской губернии, сражался против формирований Булак-Балаховича в приграничных с Польшей губерниях. В 1921 году полк был переброшен в Тамбовскую губернию, где вёл ожесточённые военные действия при подавлении Тамбовского восстания.

### Межвоенный период
После Гражданской войны с 1923 года командовал учебной ротой 12-х Краснознамённых пехотных курсов Приволжского военного округа, с 1928 года — командир стрелкового батальона в Казани. В 1929 году поступил в Военную академию имени М. В. Фрунзе, успешно окончил первый курс, после чего в 1930 году в приказном порядке переведён в военно-воздушные силы и направлен для продолжения обучения уже в Военно-воздушную академию РККА имени проф. Н. Е. Жуковского.
По окончании академии с 1932 года — начальник технического отдела Научно-исследовательского института ВВС РККА, с января 1933 года — начальник оперативного отделения штаба авиационной бригады, с 1934 года — командир эскадрильи Высших лётно-тактических курсов РККА. Там же совместно с курсантами освоил пилотирование бомбардировщика, а в 1935 году сдал экстерном экзамены на звание военного лётчика в Качинской высшей авиационной школе лётчиков. С августа 1938 года — помощник по лётной подготовке начальника Высших авиационных курсов усовершенствования лётного состава.
В 1940 году, выполняя срочный приказ из Штаба ВВС, приказал отправить в Москву группу из 5 бомбардировщиков с экипажами из персонала курсов. В сложных погодных условиях три самолёта потерпели катастрофу на маршруте, имелись человеческие жертвы. Вершинин был отдан под суд военного трибунала округа, который его полностью оправдал. Но в дисциплинарном порядке полковник Вершинин был понижен в звании до подполковника и переведён на должность заместителя командира авиационной дивизии. Однако в мае 1941 года был возвращён на те же Высшие авиационные курсы усовершенствования лётного состава, причём на должность их начальника. Одновременно восстановлен в воинском звании.

### Великая Отечественная война
Великую Отечественную войну полковник Вершинин встретил в должности начальника тех же курсов, произвёл перестройку их работы в условиях военного времени. 26 сентября 1941 года назначен командующим ВВС Южного фронта. Руководил боевыми действиями ВВС фронта в Донбасской оборонительной операции в сентябре—ноябре 1941 года, в Ростовской оборонительной (ноябрь 1941 года) и Ростовской наступательной операции в ноябре—декабре 1941 года. Особенно высоко были оценены действия ВВС фронта в последней операции, где Вершинин сумел добиться сосредоточения своей немногочисленной авиации на решающем направлении в нарушение действовавшего тогда принципа придания ВВС отдельным армиям и обеспечил пусть и временное, но превосходство в воздухе на направлении главного удара войск фронта. В первой половине 1942 года участвовал в Барвенково-Лозовской и Харьковской оборонительной операциях. Генерал-майор авиации (22.10.1941).
С мая 1942 года — командующий 4-й воздушной армией (действовала в полосе Южного, Северо-Кавказского и Закавказского фронтов), участвовал в оборонительных боях на южном фланге советско-германского фронта летом и осенью 1942 года. В сентябре 1942 — апреле 1943 годов — командующий ВВС Закавказского фронта, в которые входили 4-я и 5-я воздушные армии, а также ВВС Черноморского флота. Хорошо проявил себя в период оборонительного и наступательного этапа Битвы за Кавказ. Во время наступления советских войск на Кавказе по инициативе К. А. Вершинина были применены малоскоростные, но высокоманёвренные истребители И-153 («Чайка»), которые эффективно атаковали противника на малых высотах.
В мае 1943 года генерал-майор авиации К. А. Вершинин вновь назначен командующим 4-й воздушной армией, теперь входившей в состав Северо-Кавказского фронта. Во главе армии участвовал в невиданном к тому времени по размаху и ожесточённости воздушном сражении на Кубани в апреле-июне 1943 г. Там Вершинин широко применял постоянное дежурство авианаводчиков на переднем крае, массированное использование сил в ходе воздушных боёв (если ранее исключительным случаем был воздушный бой в составе полка, то над Кубанью с советской стороны зачастую одновременно вводились в бой до 5 истребительных полков и более), широкий обмен успешным боевым опытом (советский ас А. И. Покрышкин в мемуарах описывает армейские конференции истребителей, проводившиеся лично К. А. Вершининым, как неслыханное событие за два предыдущие года войны).
Затем 4-я воздушная армия успешно действовала в Новороссийско-Таманской (сентябрь-октябрь 1943), Керченско-Эльтигенской десантной (ноябрь—декабрь 1943), Крымской стратегической (апрель—май 1944) наступательных операциях. В мае-июне 1944 года армия была переброшена на центральный участок советско-германского фронта, где сражалась в Белорусской, Восточно-Прусской, Восточно-Померанской, Берлинской стратегических наступательных операциях. Генерал-лейтенант авиации (17.03.1943). Генерал-полковник авиации (23.10.1943), первый из числа командующих воздушными армиями в годы Великой Отечественной войны, которому было присвоено это воинское звание.
Звание Героя Советского Союза присвоено за воинское мастерство и умелое командование войсками в Белорусской наступательной операции 1944 года.
К. А. Вершинин отличался глубокими знаниями в области оперативного искусства, постоянными поисками нового, творческим подходом к решению поставленных задач. Это позволяло ему умело организовывать взаимодействие соединений ВВС с сухопутными войсками, оказывать действенную помощь общевойсковым и танковым армиям.

### Послевоенное время
С марта 1946 года — Главнокомандующий Военно-воздушными силами — заместитель Министра обороны СССР. Руководил перевооружением ВВС на реактивную технику. Маршал авиации (3 июня 1946 г.).
10 ноября 1947 года — через два с половиной месяца после распоряжения министра обороны — подписывает приказ о создании подразделения ядерных бомбардировщиков дальней авиации (71 испытательный полигон).

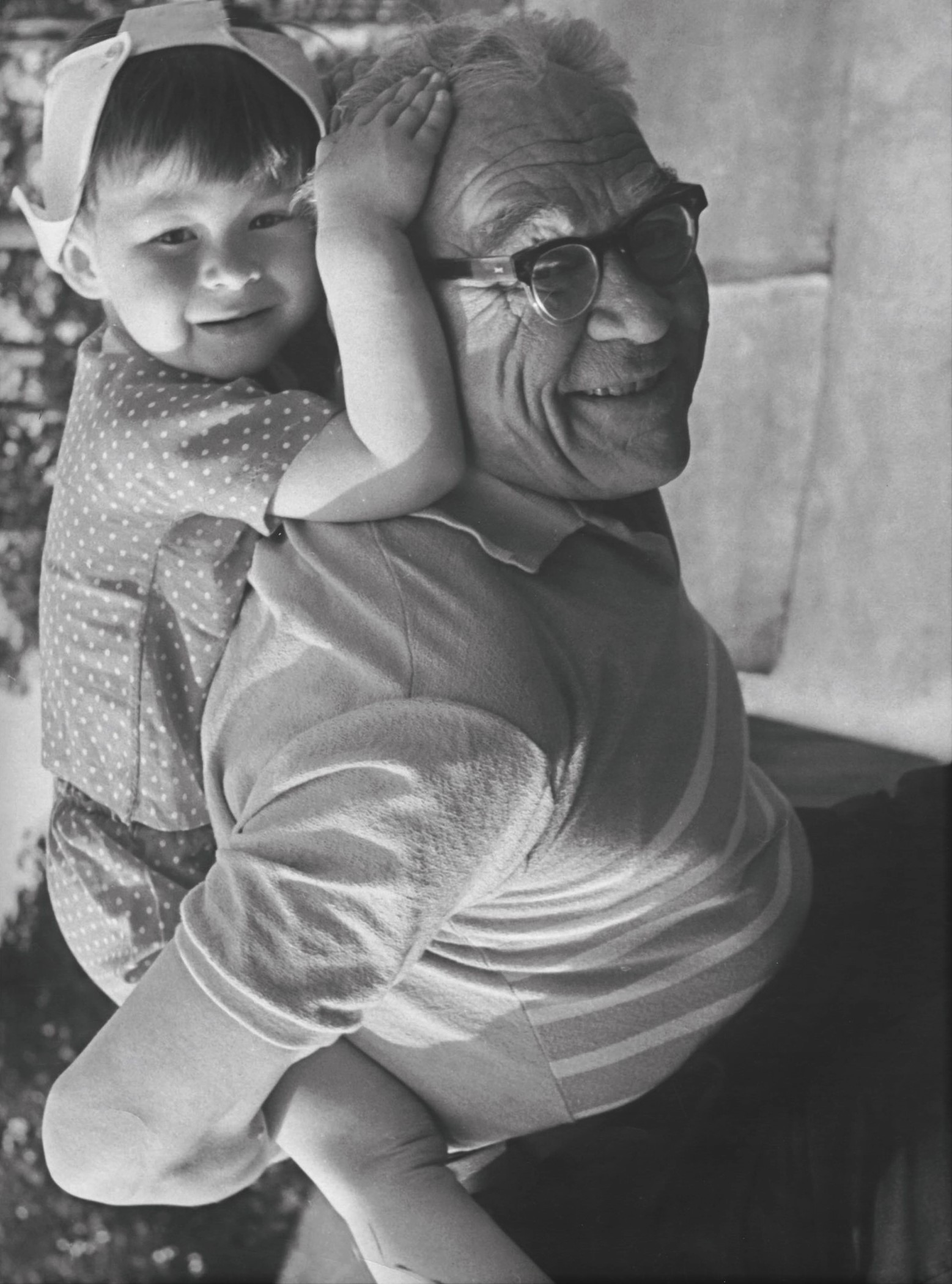
Константин Андреевич Вершинин с внуком Андреем. 1970 год.

В сентябре 1949 года внезапно понижен в должности и назначен командующим войсками Бакинского района ПВО. С февраля по сентябрь 1950 года — командующий 57-й воздушной армией. С 1950 по 1951 год — командующий 24-й воздушной армией ГСВГ.
С сентября 1951 года — командующий войсками воздушной обороны приграничной линии — заместитель Главнокомандующего ВВС. С июня 1953 по май 1954 года — командующий Войсками ПВО страны. С июня 1954 по апрель 1956 года — командующий войсками Бакинского округа ПВО. В 1956—1957 годах — заместитель Главнокомандующего ВВС.
С января 1957 года — вновь Главнокомандующий Военно-воздушными силами — заместитель Министра обороны СССР.
Главный маршал авиации (8 мая 1959 г.). С марта 1969 года — в Группе генеральных инспекторов Министерства обороны СССР.
Член КПСС с 1919 года. Кандидат в члены ЦК КПСС в 1952—1956 годах. Член ЦК КПСС в 1961—1971 годах. Депутат Верховного Совета СССР II (1946—1950), IV—VII (с 1954) созывов.
Жил в Москве. Скончался после тяжёлой болезни 30 декабря 1973 года на 74-м году жизни. Похоронен на Новодевичьем кладбище.

### Семья
- Жена — Валентина Александровна (8.V.1904 — 2.XII.2005), балерина Ульяновского театра, балетмейстер[9].
- Старшая дочь — Елена Вершинина (1924—2024), советская художница-мультипликатор.
- Младшая дочь — Инна (1927) — переводчица[10][11].

## Память

### Улицы

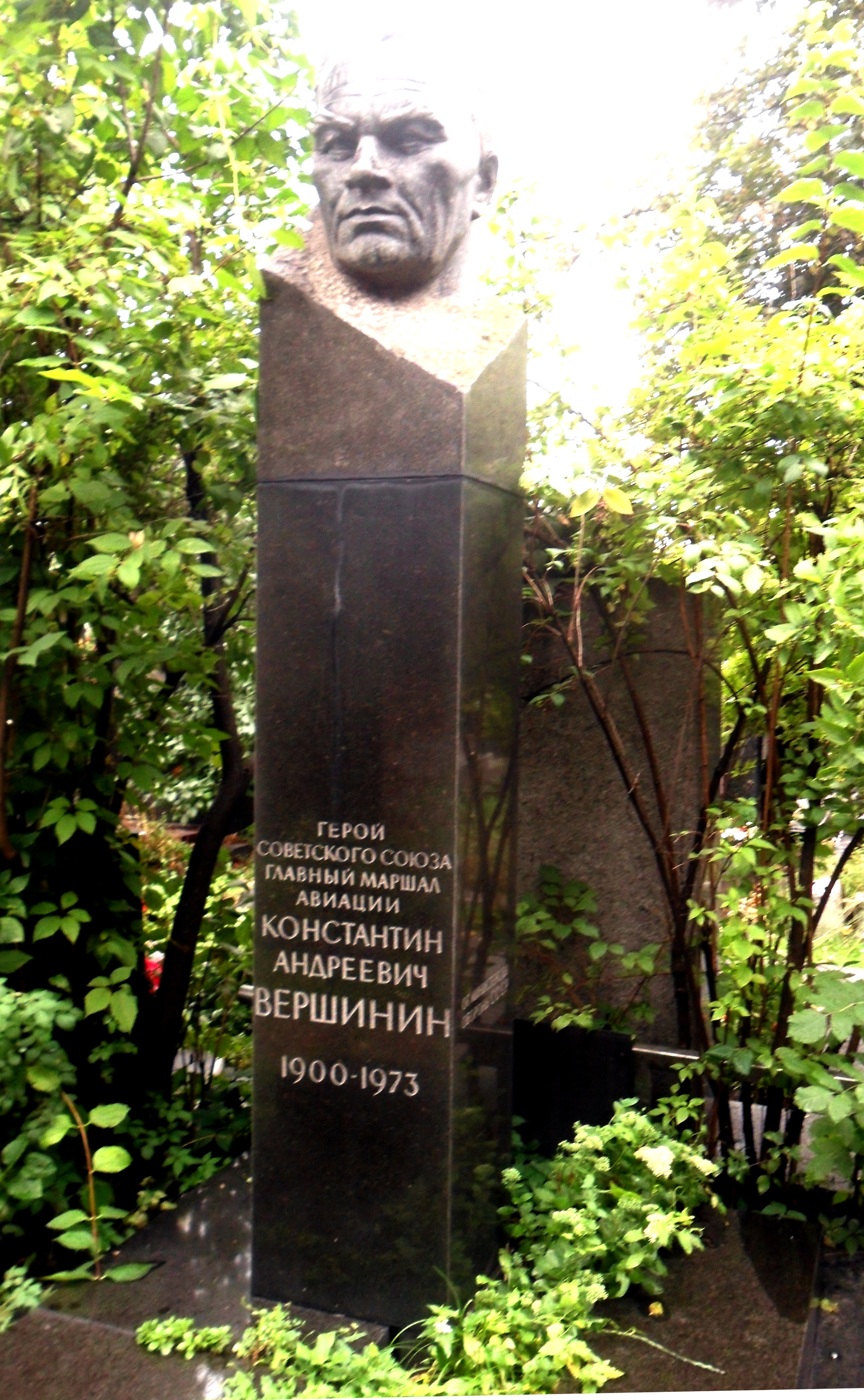
Могила Вершинина на Новодевичьем кладбище.

Имя К. А. Вершинина носят улицы многих населённых пунктов России и Украины:
- Маршала Вершинина — улица в Москве[12].
- Маршала Вершинина — улица в Кирове.[источник не указан 1879 дней]
- Вершинина — улица в Кривом Роге.[источник не указан 1879 дней]
- Вершинина — улица в Крымске.[источник не указан 1879 дней]
- Вершинина — улица в Звенигове[12].
- Вершинина — улица в Санчурске[12].
- Вершинина — улица в Томске
- Улица в деревне Большая Шишовка Санчурского района Кировской области.[источник не указан 1879 дней]

### Другое

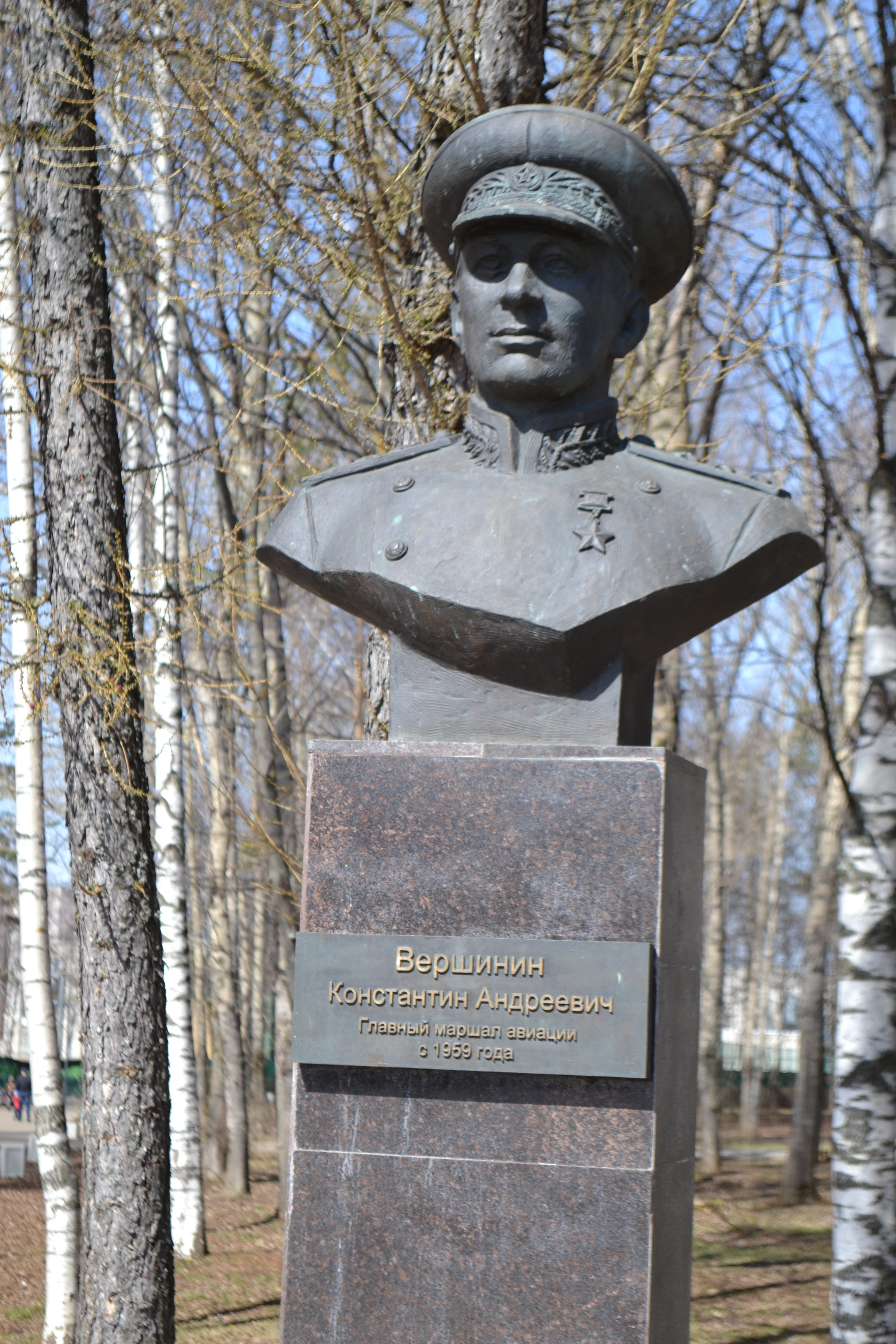
Памятник-бюст Главному маршалу авиации Константину Вершинину в Кирове, 2019 год

- На здании Военно-воздушной инженерной академии имени Н. Е. Жуковского установлена мемориальная доска.
- Именем К. А. Вершинина было названо Барнаульское высшее военное авиационное училище лётчиков.
- В г. Звенигово на судостроительном заводе им. Бутякова С. Н. установлена мемориальная доска.
- В г. Звенигово стоит стела Пяти Героям Советского Союза с его объёмным изображением.
- Бюст К. А. Вершинина в Парке Победы в Кирове.

## Награды
- Герой Советского Союза (Медаль «Золотая Звезда») № 3869, указ от 19.08.1944 г.,
- Шесть орденов Ленина (23.12.1942, 21.07.1944, 19.08.1944, 21.02.1945, 20.05.1960, 22.05.1970),
- Орден Октябрьской Революции (22.02.1968),
- Три ордена Красного Знамени (27.03.1942, 3.11.1944, 15.11.1950),
- Три ордена Суворова I степени (16.05.1944, 10.04.1945, 29.05.1945),
- Орден Суворова II степени (25.10.1943),
- Орден Отечественной войны I степени (22.02.1943),
- Медали СССР[13],
- Ордена и медали иностранных государств.